# محوطه تنگ حنا
محوطه تنگ حنا مربوط به سده‌های میانه دوران‌های تاریخی پس از اسلام است و در شهرستان خرم بید، بخش مشهد مرغاب، ۲/۵ کم داخل تنگ حنا، سمت چپ رودخانه واقع شده و این اثر در تاریخ ۷ اسفند ۱۳۸۶ با شمارهٔ ثبت ۲۱۴۵۷ به‌عنوان یکی از آثار ملی ایران به ثبت رسیده است.